# Wereldkampioenschappen kunstschaatsen junioren 1985
De Wereldkampioenschappen kunstschaatsen junioren zijn samen een jaarlijks terugkerend evenement dat door de Internationale Schaatsunie (ISU) wordt georganiseerd. De editie van 1985, de tiende in de reeks, vond van 11 tot en met 16 december 1984 plaats in Colorado Springs in de staat Colorado, Verenigde Staten. Het was het derde WK-evenement buiten Europa en het tweede in Noord-Amerika na de editie van 1981 in London (Ontario), Canada.
Titels en medailles waren er te verdienen in de categorieën: jongens individueel, meisjes individueel, paarrijden en ijsdansen.

## Deelname
Er namen deelnemers uit twintig landen deel aan de kampioenschappen, zij vulden 63 startplaatsen in. Voor het eerst nam er een deelnemer uit Taiwan deel, Taiwan was het 31e land dat een of meerdere keren aan de WK-junioren deelnam. België, Finland, Nieuw-Zeeland, Spanje en Zweden maakten na een of meerdere jaren afwezigheid hun rentree bij de WK-junioren. Ten opzichte van de vorige editie vaardigden China, Denemarken, Oost-Duitsland, Polen en Tsjechoslowakije deze editie geen deelnemers af. De Amerikaan Jerod Swallow, deelnemer bij zowel de paren als het ijsdansen, was de derde junior die in hetzelfde jaar aan twee kampioenschappen deelnam. De Canadese Lorri Baier (1978: meisjes + paren) en de Australiër Stephen Carr (1982: jongens + paren) gingen hem hierin voor. Voor België nam Carine Herrijgers voor het eerst in het meisjestoernooi deel.
Deelnemende landen
(Tussen haakjes het totaal aantal startplaatsen in de vier toernooien.)
| Sovjet-Unie (10) Canada (8) Verenigde Staten (8) Frankrijk (5) Japan (4) | Verenigd Koninkrijk (4) Australië (3) Hongarije (3) Italië (3) West-Duitsland (3) | Finland (2) Joegoslavië (2) België (1) Nieuw-Zeeland (1) Oostenrijk (1) | Spanje (1) Taiwan (1) Zuid-Korea (1) Zweden (1) Zwitserland (1) |

## Medailleverdeling
De twaalf medailles gingen naar vier landen. Acht gingen er naar de Sovjet-Unie, twee naar de Verenigde Staten en één naar Frankrijk en West-Duitsland.
In het toernooi bij de jongens werd de Amerikaan Erik Larson de tiende wereldkampioen. Het was de vijfde titel voor zijn vaderland, Mark Cockerell (1976), Paul Wylie (1981), Scott Williams (1982) en Christopher Bowman (1983) gingen hem voor. Op plaats twee nam Vladimir Petrenko uit de Sovjet-Unie plaats, de jongere broer van Viktor Petrenko en de wereldkampioen van 1984. De derde positie werd ingenomen door Rudy Galindo, een landgenoot van de wereldkampioen.
Bij de meisjes stonden, net als het voorgaande jaar, twee nationaliteiten op het erepodium. Tatjana Andreeva werd de tiende wereldkampioene en daarmee ging voor het eerst de titel naar de Sovjet-Unie, de negen voorgaande gingen naar de Verenigde Staten (5x), Oost-Duitsland (3x) en Canada (1x). Op plaats twee nam Susanne Becher plaats die daarmee de vierde West-Duitse juniore op dit podium was, in 1976 (2e), 1978 (3e) en 1982 (2e) werden de eerste drie medailles behaald. De derde medaille werd door Natalja Gorbenko, een landgenote van de wereldkampioen. Drie meisjes uit de Sovjet-Unie namen op eerdere edities op het erepodium plaats, in 1978 (2e) en in 1981 (2e en 3e).
Voor het eerst op tien edities ging bij een van de WK-junioren kampioenschappen alle drie de medailles naar het zelfde land, de Sovjet-Unie. Jekaterina Gordejeva / Sergej Grinkov behaalde als achtste paar de wereldtitel. Het was de zesde voor hun vaderland bij het paarrijden, Veronika Pershina / Marat Akbarov (1979), Larisa Seleznova / Oleg Makarov (1980, 1981) en Marina Avstriskaia / Yuri Kvashnin (1982, 1983) gingen hun voor. De plaatsen twee en drie werden respectievelijk ingenomen door Irina Mironenko / Dmitri Shkidchenko en Elena Gud / Evgeni Koltun.
Bij het ijsdansen werd voor de derdemaal de titel geprolongeerd. Jelena Krykanova / Jevgeni Platov traden hiermee in de voetsporen van hun landgenoten Tatjana Doerasova / Sergej Ponomarenko (1978, 1979) en Elena Batanova / Alexei Soloviev (1980, 1981). Ze zorgden er tevens ook voor dat de titel voor de achtste keer en voor het achtse opeenvolgende jaar naar de Sovjet-Unie ging, Natalia Annenko / Vadim Karkachev (1982) en Tatiana Gladkova / Igor Shpilband (1983) wonnen de tussenliggende edities. Hun landgenoten en de bronzen medaillewinnaars van het vorige jaar, Svetlana Liapina / Georgi Sur, behaalden deze editie de zilveren medaille. Het Franse paar Doriane Bontemps / Charles Paliard behaalde de derde medaille voor hun vaderland bij het ijsdansen, in 1976 en 1978 werd ook de bronzen medaille behaald.
| Onderdeel | Goud                                  | Zilver                               | Brons                              |
| --------- | ------------------------------------- | ------------------------------------ | ---------------------------------- |
| Jongens   | Erik Larson                           | Vladimir Petrenko                    | Rudy Galindo                       |
| Meisjes   | Tatjana Andreeva                      | Susanne Becher                       | Natalja Gorbenko                   |
| Paren     | Jekaterina Gordejeva / Sergej Grinkov | Irina Mironenko / Dmitri Shkidchenko | Elena Gud / Evgeni Koltun          |
| IJsdansen | Jelena Krykanova / Jevgeni Platov     | Svetlana Liapina / Georgi Sur        | Doriane Bontemps / Charles Paliard |

## Uitslagen
| #      | naam (deelname)        | land                              | punten |
| ------ | ---------------------- | --------------------------------- | ------ |
| Goud   | Erik Larson (3)        | Vlag van Verenigde Staten         | 04.8   |
| Zilver | Vladimir Petrenko (4)  | Vlag van Sovjet-Unie              | 05.0   |
| Brons  | Rudy Galindo           | Vlag van Verenigde Staten         | 08.6   |
| 04     | Craig Burns            | Vlag van Canada                   | 11.6   |
| 05     | Mikhail Shmerkin       | Vlag van Sovjet-Unie              | 11.8   |
| 06     | Daniel Weiss (3)       | Vlag van Bondsrepubliek Duitsland |        |
| 07     | Oula Jääskeläinen      | Vlag van Finland                  |        |
| 08     | Axel Médéric           | Vlag van Frankrijk                |        |
| 09     | Jeffrey Partrick       | Vlag van Canada                   |        |
| 10     | Hiroshi Sugiyama (3)   | Vlag van Japan                    |        |
| 11     | Rudy Lucioni           | Vlag van Frankrijk                |        |
| 12     | Tomoaki Koyama         | Vlag van Japan                    |        |
| 13     | Péter Kovács           | Vlag van Hongarije                |        |
| 14     | Charles Wildridge      | Vlag van Verenigd Koninkrijk      |        |
| 15     | Tomislav Cizmesija (5) | Vlag van Joegoslavië              |        |
| 16     | Sean Abram (2)         | Vlag van Australië                |        |
| 0-     | Christopher Blong      | Vlag van Australië                | t.z.t. |

| #                   | naam (deelname)       | land                              | punten |
| ------------------- | --------------------- | --------------------------------- | ------ |
| Goud                | Tatjana Andreeva      | Vlag van Sovjet-Unie              | 03.8   |
| Zilver              | Susanne Becher        | Vlag van Bondsrepubliek Duitsland | 05.0   |
| Brons               | Natalja Gorbenko      | Vlag van Sovjet-Unie              | 06.8   |
| 04                  | Tracy Ernst           | Vlag van Verenigde Staten         | 10.0   |
| 05                  | Jana Sjodin           | Vlag van Verenigde Staten         | 10.8   |
| 06                  | Izumi Aotani          | Vlag van Japan                    |        |
| 07                  | Cornelia Renner       | Vlag van Bondsrepubliek Duitsland |        |
| 08                  | Rosmarie Sakic        | Vlag van Canada                   |        |
| 09                  | Susan MacKay          | Vlag van Canada                   |        |
| 10                  | Yukiko Kashihara      | Vlag van Japan                    |        |
| 11                  | Tamara Téglássy       | Vlag van Hongarije                |        |
| 12                  | Birgitta Andersson    | Vlag van Zweden                   |        |
| 13                  | Nathalie Infrandi     | Vlag van Frankrijk                |        |
| 14                  | Zeljka Cizmesija (3)  | Vlag van Joegoslavië              |        |
| 15                  | Susan Knott           | Vlag van Verenigd Koninkrijk      |        |
| 16                  | Pinuccia Ferrario (2) | Vlag van Italië                   |        |
| 17                  | Sabine Schwarz        | Vlag van Zwitserland              |        |
| 18                  | Anuli Nieminen        | Vlag van Finland                  |        |
| 19                  | Pauline Lee           | Vlag van Taiwan                   |        |
| 20                  | Ji Hyun-jung (2)      | Vlag van Zuid-Korea               | t.z.t. |
| Finale niet bereikt |                       |                                   |        |
| 21                  | Sabine Lischka        | Vlag van Oostenrijk               |        |
| 22                  | Popi Geros            | Vlag van Australië                |        |
| 23                  | Carine Herrijgers     | Vlag van België                   |        |
| 24                  | Sandra Escoda         | Vlag van Spanje                   |        |

| #      | naam (deelname)                             | land                         |
| ------ | ------------------------------------------- | ---------------------------- |
| Goud   | Jekaterina Gordejeva (2) Sergej Grinkov (2) | Vlag van Sovjet-Unie         |
| Zilver | Irina Mironenko Dmitri Shkidchenko          | Vlag van Sovjet-Unie         |
| Brons  | Elena Gud Evgeni Koltun                     | Vlag van Sovjet-Unie         |
| 04     | Shelly Propson Jerod Swallow                | Vlag van Verenigde Staten    |
| 05     | Penny Schultz (2) Scott Grover (2)          | Vlag van Canada              |
| 06     | Isabelle Brasseur Pascal Courchesne         | Vlag van Canada              |
| 07     | Lisa Cushley (4) Neil Cushley (4)           | Vlag van Verenigd Koninkrijk |
| 08     | Ginger Tse Archie Tse                       | Vlag van Verenigde Staten    |

| #      | naam (deelname)                          | land                         |
| ------ | ---------------------------------------- | ---------------------------- |
| Goud   | Jelena Krykanova (2) Jevgeni Platov (2)  | Vlag van Sovjet-Unie         |
| Zilver | Svetlana Liapina (3) Georgi Sur (3)      | Vlag van Sovjet-Unie         |
| Brons  | Doriane Bontemps (3) Charles Paliard (3) | Vlag van Frankrijk           |
| 04     | Jodie Balogh Jerod Swallow               | Vlag van Verenigde Staten    |
| 05     | Svetlana Serkeli Andrei Zharkov          | Vlag van Sovjet-Unie         |
| 06     | Corinne Paliard (2) Didier Courtois (2)  | Vlag van Frankrijk           |
| 07     | Melanie Cole Donald Godfrey              | Vlag van Canada              |
| 08     | Michela Malingambi Andrea Gilardi        | Vlag van Italië              |
| 09     | Catherine Pal Kelly Marshall             | Vlag van Canada              |
| 10     | Éva Száraz László Partos                 | Vlag van Hongarije           |
| 11     | Monica MacDonald (2) Rodney Clarke (2)   | Vlag van Australië           |
| 12     | Anna Croci Luca Mantovani                | Vlag van Italië              |
| 13     | Suzanne Murphy Andrew Niebler            | Vlag van Verenigde Staten    |
| 14     | Cheryl Rushton (2) Mark Poole (2)        | Vlag van Verenigd Koninkrijk |

Medaillewinnaars

Jongens · 
Meisjes · 
Paren · 
IJsdansen

 Toernooi

1976 · 
1977 · 
1978 · 
1979 · 
1980 · 
1981 · 
1982 · 
1983 · 
1984 · 
1985 · 
1986 · 
1987 · 
1988 · 
1989 · 
1990 · 
1991 · 
1992 · 
1993 · 
1994 · 
1995 · 
1996 · 
1997 · 
1998 · 
1999 · 
2000 · 
2001 · 
2002 · 
2003 · 
2004 · 
2005 · 
2006 · 
2007 · 
2008 · 
2009 · 
2010 ·
2011 ·
2012 ·
2013 ·
2014 ·
2015 ·
2016 ·
2017 ·
2018 ·
2019 · 
2020

 ISU-kampioenschappen

WK kunstschaatsen · 
EK kunstschaatsen · 
Viercontinentenkampioenschap · 
Olympische Spelen